# ريتشارد ساندرز روجرز
ريتشارد ساندرز روجرز (بالإنجليزية: Richard Sanders Rogers)‏ هو عالم نبات أسترالي، ولد في 2 ديسمبر 1861 في أديلايد في أستراليا، وتوفي بنفس المكان في 28 مارس 1942.